# Franciszek Grześkowiak
Franciszek Grześkowiak (ur. 2 kwietnia 1900 w Gierłachowie (powiat kościański), zm. 6 lipca 1963 w Stargardzie) – polski leśnik, gajowy, powstaniec wielkopolski, żołnierz w czasie wojny polsko-bolszewickiej, zesłaniec na Sybir, żołnierz służby sanitarnej Armii Andersa (3 Dywizji Strzelców Karpackich), uczestnik bitwy o Monte Cassino.

## Życiorys
Franciszek Grześkowiak ukończył szkołę powszechną w Gierałtowie. W poszukiwaniu pracy wyjechał w 1916 roku do Poznania, i wkrótce potem do Berlina. W 1918 roku został wcielony do armii Cesarstwa Niemieckiego. 9 listopada tego roku zdezerterował. Jako ochotnik brał udział w powstaniu wielkopolskim, początkowo uczestniczył w rozbrajaniu Niemców, przejmowaniu urzędów, m.in. w Bielewie i Bielewku. Pełnił również służbę patrolową i wartowniczą. Wraz z bratem Józefem został żołnierzem Kompanii Krzywińskiej i przybrał pseudonim Szarfszutze. 5 stycznia 1919 roku z kompanią tą uczestniczył w wyzwalaniu Wolsztyna.11 stycznia tego roku walczył w obronie Osiecznej.
Jego kompania stała się częścią Grupy „Leszno", która w Wojsku Polskim została przemianowana na 6 pułk Strzelców Wielkopolskich. Po ujednoliceniu numeracji jednostek wojskowych w styczniu 1920 roku pułk ten otrzymał nazwę 60 Pułku Piechoty Wielkopolskiej. Wraz z tym pułkiem brał udział w wyprawie kijowskiej. Walczył również na Wołyniu. 14 czerwca 1920 roku został ciężko ranny w głowę i stracił prawe oko. Został zdemobilizowany 24 maja 1921 roku jako inwalida wojenny. 
W 1924 roku uzyskał pracę w leśniczówce w Rząśniku (obecnie powiat ostrowski), a następnie w Grabówce – osadzie leśnej w obecnym powiecie zambrowskim. Pracował tam jako gajowy.
10 lutego 1940 roku został wraz z całą rodziną (żoną i siedmiorgiem dzieci) – przez stację w Czerwonym Borze – wywieziony na Sybir. Po 2 tygodniach rodzina dojechała w miejsce docelowe, w rejonie niandomskim, w  obwodzie archangielskim. Pod koniec 1941 roku zostali ponownie przetransportowani, tym razem po dwóch miesiącach podróży rodzina Franciszka znalazła się na granicy uzbecko-tadżyckiej, w okolicy Duszanbe. Tam Franciszek wstąpił do Armii Andersa, natomiast jego rodzina dostała przepustkę do Kermine (obecnie Nawoi w Uzbekistanie), stamtąd do Persji. Po roku pobytu tamże żona z dziećmi zastały przetransferowane do Abercorn w ówczesnej Rodezji (obecnie Mbala w północno-wschodniej Zambii), następnie – po kilku latach pobytu w Afryce – przez Kenię i Genuę 19 sierpnia 1947 roku wróciła do Polski.
Franciszek natomiast przeszedł z 3 Dywizją Strzelców Karpackich cały jej szlak bojowy, ze względu na swoje inwalidztwo był przydzielony do służby sanitarnej. Uczestniczył w walkach w pobliżu Jerozolimy oraz w bitwie o Monte Cassino. Służył wtedy w stopniu kaprala w Szpitalu wojennym nr 6 3 brygady 3 Dywizji Strzelców Karpackich.
27 kwietnia 1947 roku wrócił przez Anglię do Polski. Powrócił do swej pracy jako leśnik. Pracował m.in. w leśniczówce w Storkowie (powiat stargardzki). Kilka lat przed śmiercią przeniósł się do Stargardu.
Franciszek Grześkowiak zmarł 6 lipca 1967 roku w Stargardzie i został pochowany na tamtejszym Starym Cmentarzu Komunalnym (sektor A15, rząd 06, numer grobu 02). Decyzją Prezesa IPN z dnia 7 sierpnia 2024 roku jego grób został wpisany do ewidencji grobów weteranów walk o wolność i niepodległość Polski pod numerem ewidencyjnym 8692.

## Odznaczenia
- Krzyż Pamiątkowy Monte Cassino – wydany na podstawie dekretu Naczelnego Wodza L.dz. 3504/Pers. 44 z 26 lipca 1944, rozkazem Dowództwa 2 Korpusu Nr 148/VII/Jj z dnia 17 marca 1945 roku (nr legitymacji 42192 z 23 kwietnia 1945 roku).

## Życie rodzinne
Franciszek Grześkowiak był synem Andrzeja (1865–1955) i Wiktorii z domu Ambroży (1875–1950). Miał dziesięcioro rodzeństwa. Byli to:
- Monika (1895–1895)
- Józef (1897–1978) – również powstaniec wielkopolski w Kompanii Krzywińskiej
- Stanisław (1903–1986)
- Władysława (1906–1906)
- Czesław (1907–2003)
- Helena, późniejsza Augustyniak (1910–2010)
- Piotr (1913–1995)
- Antoni (1915–1982)
- Józefa, późniejsza Kowal (1917–2007)
- Władysław (1920–2006).

13 listopada 1925 roku ożenił się w Starym Lubotyniu z Marianną Grabowską (1907–1982), mieli siedmioro dzieci. Były to:
- Joanna Cecylia (1927–217), późniejsza żona Aleksandra Matejki
- Józefa Wiktoria (1929–2021), późniejsza Kierzkiewicz
- Teresa Helena (1931–1967), późniejsza żona Walentego Regulskiego, rodzice m.in. Elżbiety Regulskiej-Chlebowskiej
- Tadeusz Stanisław (1932–1997)
- Stefan (1934–2001)
- Jadwiga Marianna (1935–1982), późniejsza Szmidt
- Marian (1938–2005)[15].